# Winsau

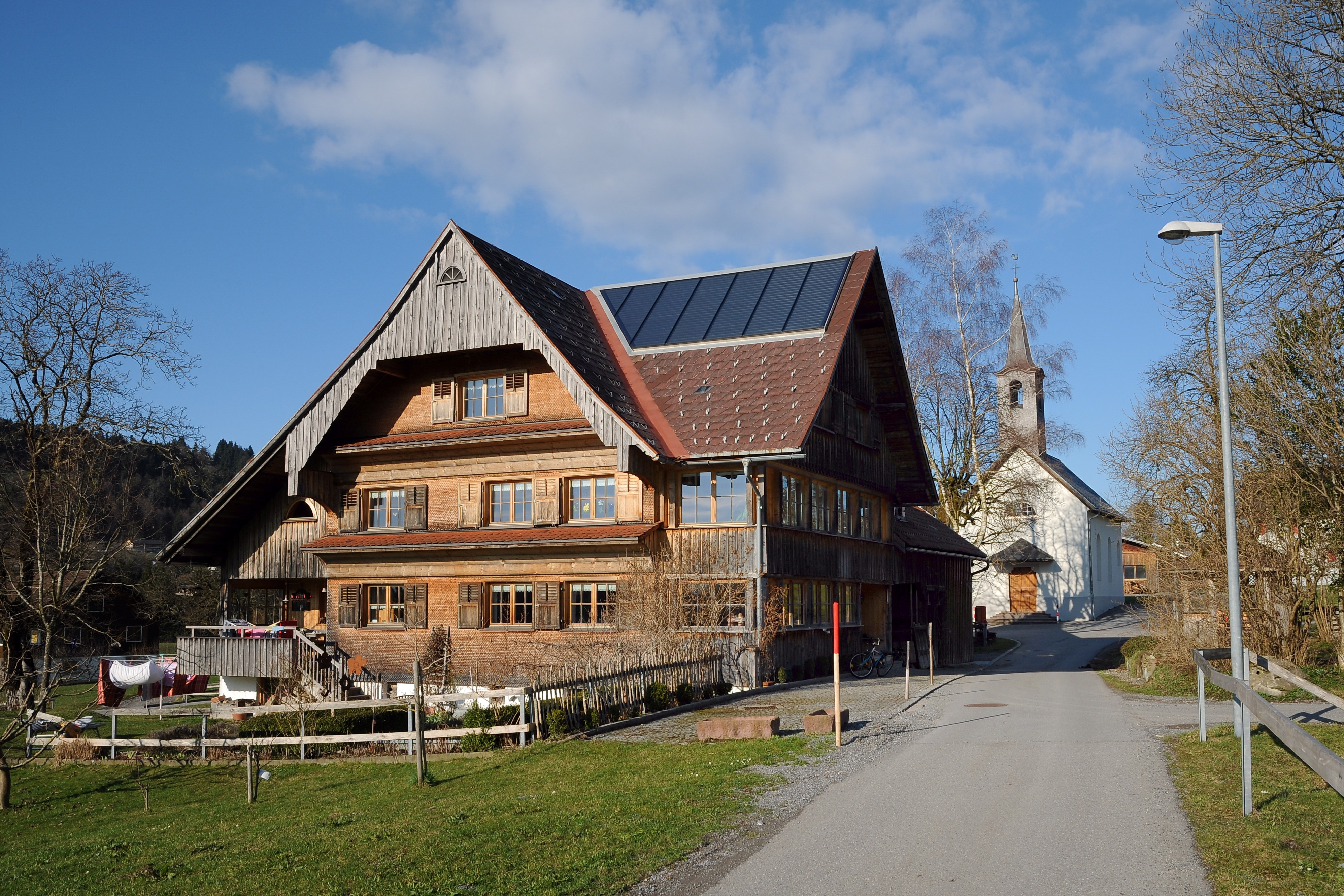
Statek ve Winsau s kaplí Panny Marie Sněžné v pozadí

Winsau je horská osada nacházející se v intravilánu rakouského města Dornbirn ve spolkové zemi Vorarlbersko, konkrétně v jeho severovýchodní části. Osada patří k nejstarším sídelním oblastem v Dornbirnu.

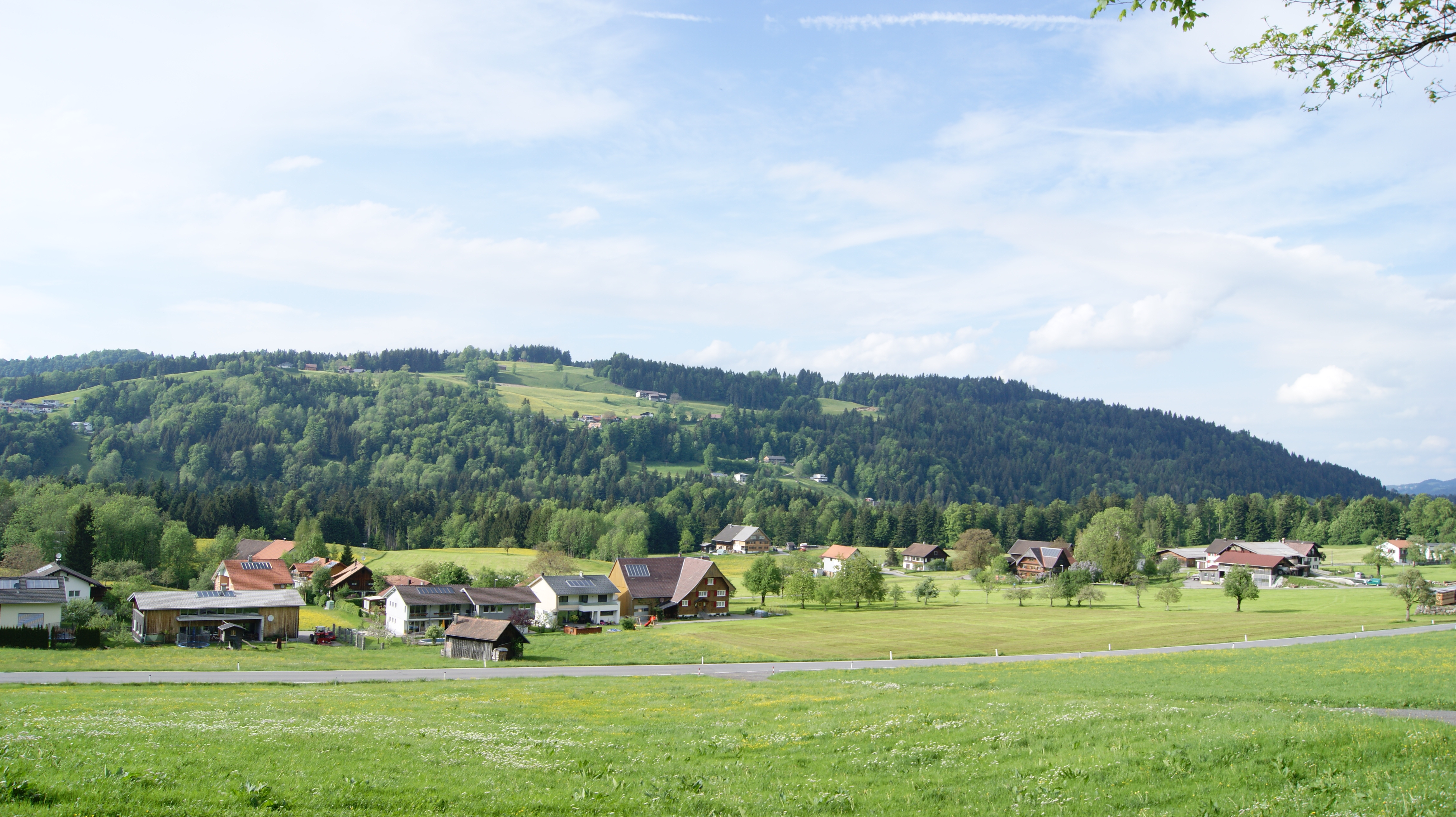
Osada Winsau. V pozadí obec Bildstein a její část Farnach

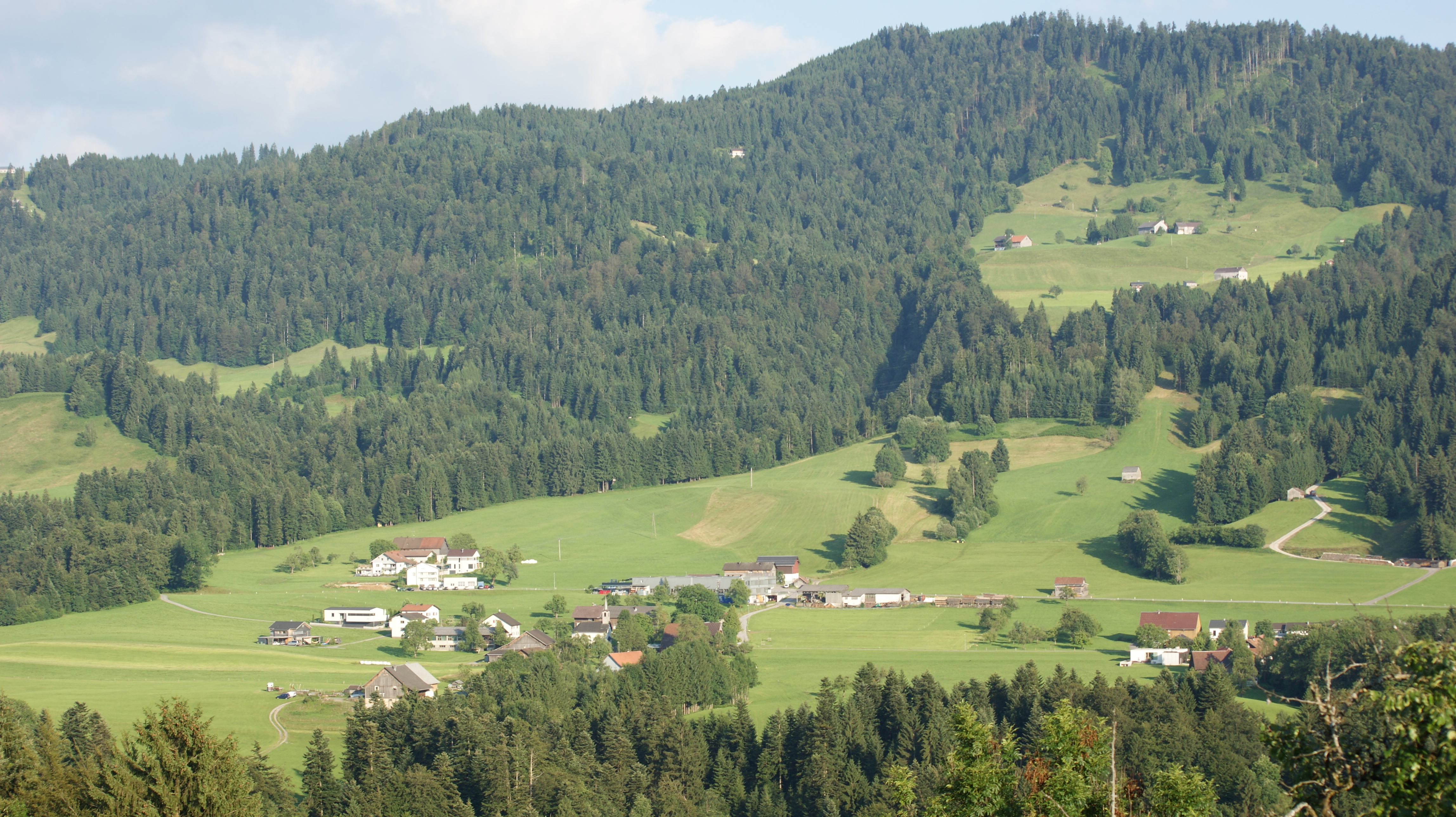
Winsau při pohledu z Farnachu.

## Původ jména
Název Winsau by měl být odvozen od křestního jména Winfried (německá koncovka -au má v názvu obdobnou funkci jako česká koncovka -ov). První písemná zmínka o Winsau pochází ze 4. února 1478, a lze ji najít v úrokovém soupisu. Píše se zde: „Petter winsower, zu winsow in tairenburer pfarr gelegen“ (česky „Petter winsower, umístěný ve winsowu, ve farnosti tairenburer“.

## Geografie

### Přehled
Winsau je součástí obvodu Haselstauden na severovýchodě Dornbirnu a nachází se v nadmořské výšce 700 m n. m. Od centra Dornbirnu je osada vzdálena 6 km vzdušnou čarou. Ve „Schematismu pro Tyrolsko a Vorarlbersko“ (1839) je Winsau uvedena jako samostatná osada a zároveň jako součást Dornbirnu. Stejnou informaci lze najít i v " Provinční příručce Tyrolska a Vorarlberska pro rok 1847 ".

### Sousední obce
- Bildstein (SZ)
- Alberschwende (SV)
- Adelsgehr (Dornbirn) (Z)
- Schwarzenberg (JV)

## Obyvatelstvo a zástavba
V roce 1756 vyhořely některé z tehdejších osmi domů ve Winsau. Není známo, zda při této události došlo i k nějakému úmrtí. V roce 1857 žilo ve Winsau 83 z tehdejších téměř 1000 obyvatel Haselstaudenu (8,3 %), a to ve dvanácti domech, což z něj činilo nejlidnatější osadu v rámci obvodu. Aktuální počet obyvatel osady již není zveřejňován. Nachází se zde však více než 35 obytných budov.

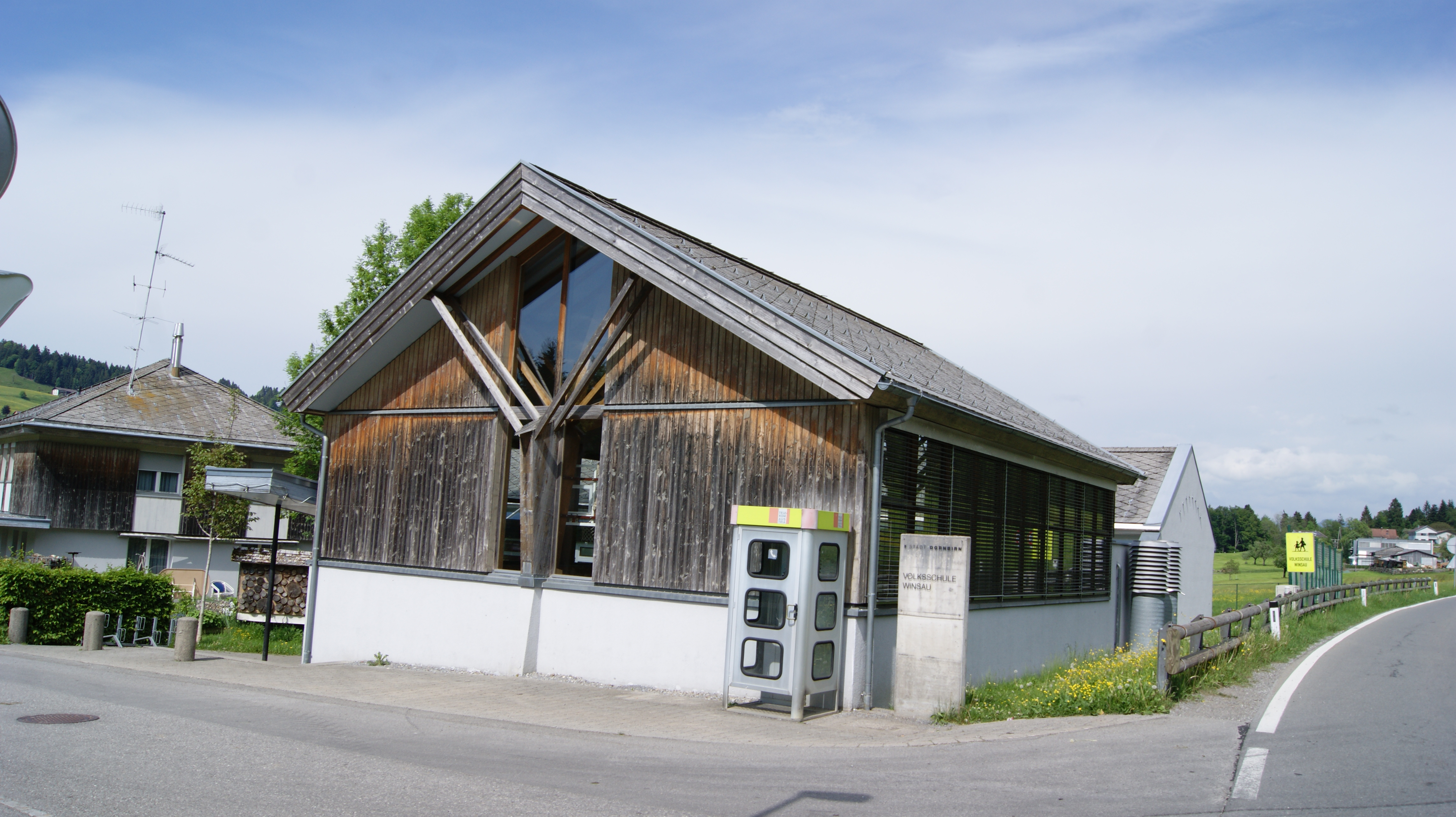
Obecná škola ve Winsau

## Vzdělání a náboženství
Aby děti žijící ve Winsau ušetřily dlouhou cestu do školy, byla zde v roce 1795 postavena první obecná škola. Naposledy byla zrekonstruována v roce 1993 a disponuje také malým sportovním hřištěm, které je od té doby využíváno místním sportovním sdružením.
Vedle budovy školy stojí římskokatolická kaple Panny Marie Sněžné.

## Doprava
Prostřednictvím silnice L49 - Achrainstraße, nazývané také „Wälderstraße“, je Winsau spojeno s Dornbirnem a Bregenzským lesem. Zastávky Winsau Tobel, Winsau Schule a Winsau Rose jsou obsluhovány městskou hromadnou dopravou (autobusy).

## Vodstvo
Winsau hraničí na severovýchodě s řekou Stauderbach, která zároveň tvoří hranici s obcí Alberschwende a tedy s okresem Bregenz. Na jihozápadě, u osady Adelsgehr, teče Strickerbach, do kterého se vlévá Winsauergraben, potok pramenící ve Winsau. Stauderbach a Strickerbach se vlévají do řeky Schwarzach. Ta zase tvoří hranici mezi Winsau/Dornbirnem a Bildsteinem.